# Saules Akmens
Saules Akmens (Solstenen; også Swedbanks hovedkontor, tidligere Hansabankas hovedkontor) er et kontorhøjhus i bydelen Ķīpsala i Pārdaugava i Riga, hovedstaden i Letland. Bygningen har 29 etager, hvoraf de to er underjordiske, og højhuset er 123 meter højt, hvilket gør den til den højeste bygning i Letland og den næsthøjeste i Baltikum. Opførelsen af bygningen påbegyndtes den 14. februar 2003 med nedlæggelsen af grundstenen, og bygningen blev afleveret den 17. november 2004. Med dette højhus påbegyndtes opførelsen af moderne højhuse i Riga. Højhuset rummer i dag den svenske storbank Swedbanks lettiske hovedkontor.